# Пять вечеров (пьеса)
«Пять вечеров» — пьеса Александра Володина, написанная в 1958 году. Начиная с того же года пьеса постоянно ставится в театрах, а в 1978 году она была экранизирована в СССР.

## История создания
В 1954 году Александр Володин выпустил небольшой сборник рассказов, и, как отмечал впоследствии С. Владимиров, почти весь сюжетный материал его пьес был уже заготовлен в этом раннем сборнике; так, рассказ «Пятнадцать лет жизни» предвосхищал пьесу «Пять вечеров». В этом рассказе к больному герою, по фамилии Ильин, приходила его давняя и забытая любовь; они произносили всего несколько фраз, старательно обходя главное, и в конце концов Ильин притворялся спящим; но после ухода женщины он начинал вспоминать прошлое и осознавал, что жизнь растрачена впустую. Ильин в рассказе, как и в будущей пьесе, принадлежал к тому же поколению, что и сам автор, учился до войны в Технологическом институте и по призванию был химиком; на этом, однако, сходство заканчивалось: в пьесе Володин наделил своего героя иным характером и иной, хотя и недостаточно ясной судьбой.
Володина-прозаика критики похвалили за то, что он «с увлечением пишет о повседневных, будничных делах людей самых скромных рядовых специальностей»; но то, что было хорошо для рассказов, оказалось плохо для драматургии. Первая пьеса Александра Володина, написанная в 1955 году «Фабричная девчонка», годом позже поставленная в Ставропольском театре, а затем и в 1957 в Центральном театре Советской Армии в Москве, подверглась жестокой критике на страницах журнала «Театральная жизнь». В этой пьесе, как и в последующих, Володин, по словам А. Смелянского, привёл на сцену новых героев — ничем не примечательных людей, которых в советское искусство «дальше передней тридцать лет не пускали»: им была отведена глухая периферия советской драмы, роль безликого хора, имеющего право лишь одобрять мудрость власти.
Но пьеса нашла и немало сторонников; благодаря острой дискуссии в журнале «Театр», не в последнюю очередь, на начинающего драматурга обратили внимание такие режиссёры, как Георгий Товстоногов и Олег Ефремов, и новую свою пьесу, «Пять вечеров», написанную в 1958 году, Володин был приглашён читать труппе Большого драматического театра.
Работу над пьесой Володин начал в 1957 году; как писал С. Владимиров, «не продолжая открытое, а словно бы отталкиваясь от сделанного, чуть ли не споря с самим собой». Но именно в этом, по мнению критика, и заключалась верность духу «Фабричной девчонки». По поводу читки в Большом драматическом Зинаида Шарко вспоминала: «Через каждые пять минут он останавливался и говорил: „Извините, там очень бездарно написано. Я вот это исправлю и это исправлю… Ой, как это плохо! Я… я даю слово, что я это исправлю!“ Вот так он прочел всю пьесу, извиняясь за то, что так плохо написано».
Художественному совету театра пьеса не понравилась, но, как говорил Вл. Немирович-Данченко, никто не знает, хороша или плоха пьеса, пока она не поставлена на сцене, — спектакль, созданный Товстоноговым, стал настоящим событием театральной жизни. В 1959 году он вызвал такую же острую полемику, как и «Фабричная девчонка»; при этом критики не разделяли театр и драматурга, обоих обвиняли в «мелкотемье», «узком бытописательстве», «натуралистическом приземлении героев». И тем не менее у «Пяти вечеров», которым противники предрекали короткую жизнь и бесславную смерть, жизнь оказалась долгой и славной.
В 1978 году Никита Михалков снял по пьесе одноимённый фильм. В конце 1970-х самому Володину казалось, что его «Пять вечеров» устарели: всё, что было в пьесе нового и неожиданного в начале «оттепели», давно уже стало нормой. «Когда она была написана, — вспоминал драматург, — одиноких женщин на сцене и экране ещё не существовало. Неустроенные судьбы были немыслимы. Но с тех пор одинокие женщины густо населили кинопроизведения, неустроенные судьбы стали ещё более неустроенными». То же можно было сказать и о многих других мотивах пьесы. Но, как оказалось, пьеса Володина по-прежнему предоставляла благодатный материал для актёрских откровений — открытием фильма Михалкова стал Ильин в исполнении Станислава Любшина.
В 2004 году в Петербурге был основан Всероссийский театральный фестиваль, посвящённый памяти драматурга, он получил название «Пять вечеров».

## Действующие лица
- Ильин
- Тамара
- Слава
- Катя
- Зоя
- Тимофеев

## Сюжет
Середина 1950-х годов. После 17-летнего отсутствия Ильин возвращается в родной Ленинград; из окна квартиры своей приятельницы Зои он видит дом, в котором когда-то снимал комнату, и вспоминает девушку, которую любил в молодости, Тамару.
Вдвоём со взрослым племянником Славиком Тамара живёт всё в той же коммунальной квартире, в которой снимал комнату Ильин. Нежданного гостя она встречает недоверчиво, его многолетнее отсутствие ей непонятно, — не найдя счастья в личной жизни, Тамара ищет его в труде и в общественной работе и с гордостью сообщает Ильину о своих достижениях в качестве мастера цеха. Он, учившийся до войны в Технологическом институте, в свою очередь, представляется главным инженером крупного химического комбината.
Постепенно Тамара оттаивает; но Ильин не решается признаться ей в том, что он — простой шофёр, работающий на Севере, и что жизнь его на самом деле не сложилась. Он прячется от Тамары у своего старого институтского друга Тимофеева, от которого Тамара и узнаёт, что главным инженером крупного химического комбината в действительности является Тимофеев. Для Тамары это уже совершенно неважно, но Ильин «от позора» спешит покинуть Ленинград. В судьбу «отцов» вмешиваются «дети»: в привокзальном ресторане Ильина находит подруга Славика, Катя, и приводит к Тамаре.

## Художественные особенности и толкования
Одновременно с Виктором Розовым, но совершенно по-своему Александр Володин создавал новую «бытовую драму». Когда этот жанр, родившийся в годы хрущёвской «оттепели», утвердился на советской сцене, те особенности драматургии Володина, которые порождали обвинения в «мелкотемье», «узком бытописательстве» и «натуралистическом приземлении героев», создали драматургу, по словам критика, репутацию «внимательного наблюдателя современного быта, мастера меткой детали, поэтического интерпретатора обыкновенного». Все эти качества присутствуют в «Пяти вечерах», как и особенность, позже обеспечившая успех киноверсиям пьес Володина: «У него всегда, — пишет театровед А. Варламова, — наличествует принципиально важный для поэтики кинематографа лейтмотив „потока будней“, в который погружены, то вырываясь из его плена, то вновь оказываясь подхваченными его течением, володинские персонажи. Вернее, здесь не присутствуют „будни“ в тяжеловесном бытовом воплощении, а дана их лаконичная музыкальная, мелодическая формула».
В «Пяти вечерах» уже присутствует будущий успешный кинодраматург — в странных для театральной пьесы ремарках, предваряющих каждый из «вечеров», больше похожих на закадровый дикторский текст. Если обычно драматурги своими ремарками помогают режиссёрам «увидеть» и правильно воссоздать место действия, то Володин, напротив, пишет о том, чего театр заведомо воссоздать не может, как, например, перед третьим «вечером»: «Смеркается. Вечерняя смена уже заступила. Снег все идет. Дворники засыпают песком ледяные дорожки, но дети и женщины снова их раскатывают. А в Михайловском саду тихо, как в лесу. И Петропавловская крепость стоит, кажется, не на берегу Невы, а на самом краю снежного поля». Кинематографические ремарки, отмечает С. Владимиров, здесь не случайны, они вносят в пьесу лирическую интонацию, создают атмосферу открытости: «Действие трактовано, скорее, как воспоминание-раздумье. Память становится одной из основных движущих сил».
В пьесе Володин пересмотрел судьбу Ильина — героя своего раннего рассказа: если в рассказе Ильин сам был повинен в том, что 15 лет жизни растратил впустую, то в пьесе драматург поместил судьбу героя в исторический контекст. После постановки «Пяти вечеров» в БДТ у многих сложилось впечатление, будто Ильин вернулся в родной город из ГУЛага, — сам автор не обмолвился об этом ни словом: в пьесе его герой оказался вынужден покинуть институт, потому что надерзил декану, потом была война, что было дальше — неясно. Ильин «Пяти вечеров» — «не то бывший каторжник, не то бывалый фронтовик», по словам Вадима Гаевского, а может быть, просто «романтик», каковым он сам пытается себя представить.
Эта недосказанность вызвала немало нареканий; одни, приняв на веру слова Ильина о романтике дальних дорог, упрекали героя в том, что он сам исковеркал свою судьбу, другие видели в этом умолчании намёк на обстоятельства, ставшие общим достоянием после XX съезда, и хотели, чтобы драматург и театр говорили о них с большей откровенностью. Как считает С. Владимиров, драматург не прояснил до конца судьбу своего героя, потому что больше, чем скитания, его занимало возвращение Ильина: «Речь идёт не просто о встрече потерявших друг друга людей, а о соединении, сближении времён, о возможности всё-таки вернуть прошлое». Это обретение, скорее исключительное, похожее, по словам критика, на театральное чудо, было вместе с тем знамением времени.

## Сценическая судьба

### «Пять вечеров» в БДТ
Первую постановку пьесы осуществил Георгий Товстоногов в Большом драматическом театре им. М. Горького; премьера состоялась 6 марта 1959 года. «Простой володинской истории, — пишет Анатолий Смелянский, — Товстоногов поставил историческое дыхание». Странные володинские ремарки режиссёр читал в спектакле по радио, чтобы передать зрителям природу новой «бытовой драмы». Он создал спектакль об «оттепели»; по словам А. Смелянского — «о том, как к окаменевшим людям возвращается чувство», о том, как советский человек возвращается к самому себе и становится просто человеком, освобождается от шелухи заученных интонаций и привычных социальных ролей. Едва ли не кульминацией спектакля стала бесхитростная песенка главной героини «Миленький ты мой, возьми меня с собой»; её горький смысл — в те времена, когда из небытия возвращались давно исчезнувшие люди, — был внятен даже тем, кто не расслышал политический подтекст спектакля. «Нам открылось тогда, — писал десятилетия спустя В. Гаевский, — что души человеческие, полузамёрзшие в долгой и холодной ночи, всё ещё живы и старая песня ещё жива, и вот этим открытием был полон спектакль, был им бесконечно взволнован, а потому и волновал тоже бесконечно».
Анатолий Эфрос вспоминал, как москвичи ездили в Ленинград, специально чтобы посмотреть «Пять вечеров», хотя по возвращении не все рассказывали о нём с восторженностью, иные — с негодованием. Для Эфроса это негодование оставалось непостижимым и много лет спустя; по поводу исполнителей главных ролей, Зинаиды Шарко и Ефима Копеляна, он писал: «Это было настоящее тонкое психологическое искусство. Это было прекрасное искусство актёров того направления, которое называется искусством переживания. Это была режиссура, в которой я ощутил истинное продолжение заветов Станиславского… За простенькими разговорами в каждой сцене скрывалась такая боль, такая тоска или такая радость, что невозможно было оставаться спокойным». Сам драматург говорил впоследствии, что его Тамару создала Шарко, открывшая в героине и в пьесе в целом нечто такое значительное, чего он и сам не подозревал.
«Пять вечеров» стали одним из тех спектаклей, которые, по словам А. Смелянского, «непререкаемо возвели Товстоногова и его театр в ранг первой сцены страны». Тамара, сыгранная Зинаидой Шарко, стала откровением не только для драматурга, она вошла в историю советского театра, описана в учебниках.
В спектакле, оформленном художником В. Л. Степановым, Славу, племянника Тамары, играл Кирилл Лавров, его подругу Катю — Людмила Макарова, Тимофеева — Всеволод Кузнецов.

### «Пять вечеров» в «Современнике»
В том же году пьесу поставил в «Современнике» Олег Ефремов, исполнивший в ней главную мужскую роль. В московском спектакле Тамару играла Лилия Толмачёва, Инженера — Евгений Евстигнеев.
Но, в отличие от товстоноговского, спектакль «Современника» автору не понравился. «Мы попытались решить пьесу как сказку, — рассказывал Ефремов, — сделали голубые декорации, все было искренне, благородно, красиво… а автор нашего спектакля не принял и с присущей ему прямотой заявил, что не писал этой пошлятины».
Театр, во всяком случае, открыл для себя драматурга Володина: в дальнейшем на сцене «Современника» шли его пьесы «Моя старшая сестра», «Назначение» и «С любимыми не расставайтесь», и своё 50-летие в 2006 году театр отметил новой постановкой «Пяти вечеров». В спектакле, поставленном Александром Огарёвым, Тамару играла Елена Яковлева (позже её сменила Евгения Симонова), Ильина — Сергей Гармаш. В этой новой постановке восторжествовало, по словам М. Дмитревской, «сериальное сознание», — он вызвал ностальгию по старому «Современнику» и заставил по-новому оценить спектакль 1959 года, который полвека спустя уже был «легендарным», наряду со спектаклем Товстоногова. Но, как бы то ни было, новые «Пять вечеров» идут на сцене театра уже 10 лет.

### Другие известные постановки
«Пять вечеров» стали самой репертуарной пьесой Володина; многие сочинения драматурга с годами забылись — к «Пяти вечерам» режиссёры обращаются вновь и вновь. Только за последние пятнадцать лет пьеса ставилась в театрах Вологды, Новосибирска, Владивостока, Саратова, Новороссийска, в ряде петербургских и московских театров, в том числе в «Мастерской Петра Фоменко» в 2011 году и в 2013-м в «Ленкоме», где режиссёр Андрей Прикотенко дополнил володинский текст стихами Анны Ахматовой и Иосифа Бродского; политический подтекст, впервые наметившийся в спектакле Товстоногова, усилила музыка Дмитрия Шостаковича. Среди исполнителей роли Ильина — Александр Дедюшко и Евгений Сидихин (в антрепризной постановке Ольги Анохиной), Сергей Арцибашев, Андрей Соколов; Тамару на разных сценах играли Лариса Гузеева, Полина Агуреева, Олеся Железняк.